# East Blues Experience
East Blues Experience (EBE) ist eine Bluesrock-Band aus Berlin.

## Geschichte
East Blues Experience wurde Ende 1990 von dem Sänger, Gitarristen und Songschreiber Peter Schmidt, zuvor bei der Band „Handarbeit“, in Berlin gegründet. Zur Gründungsbesetzung der Band gehörten Bassist Rene Mosgraber und Schlagzeuger Jürgen Schötz, die zuvor gemeinsam mit Eberhard Stolle und Alexander Blume bei Zenit und dann mit Peter Schmidt in der „Intercity Blues Band“ gespielt hatten. Kurz nach der Gründung wechselte Ronny Dehn an das Schlagzeug, und Hans-Jürgen Reznicek übernahm dann 1994 den Bass, nach einem kurzen Zwischenspiel von Peter Stojanow. Reznicek hatte früher in der Begleitband von Veronika Fischer, bei Pankow und bei Silly gespielt. Im selben Jahr erschien ihr Album „East Blues Experiende“  bei Mara Records, nachdem es bereit 1991 eine LP mit dem Namen „EBE“ bei Turtle Records in Klein Machnow mit Andre Ölschlegel aufgenommen wurde.
Im Jahre 1993 spielte EBE zusammen mit  Carey Bell als Gast ihre „Good Understanding Tour“. Das Studioalbum Good Understanding mit Carey Bell wurde in Prag aufgenommen. Weitere Auftritte bei vielen Festivals mit bekannten Bands wie Uriah Heep, Golden Earring, Molly Hatchet, ZZ Top, Procol Harum, Jethro Tull u. v. a. machten die Band national und international bekannt.
Anfang 2000 holte sich EBE mit Axel Merseburger einen zweiten Gitarristen in die Band, da Jäcki Reznicek Verpflichtungen mit Silly und Joachim Witt hatte  und so Rainer Engelmann den Bass spielte. Im Jahre 2004 ging die Band noch einmal erfolgreich auf Tournee durch Deutschland und trennte sich im Frühjahr 2005, da Peter Schmidt nach 15 Jahren eine kreative Pause machen wollte, um noch andere musikalische Wege gehen zu können.
Ende 2007 traf man sich das Trio Schmidt, Dehn, Engelmann erneut im Studio und nahm das Album V 10 auf. Von Februar 2008 bis Mai 2008 waren Schmidt, Engelmann und Dehn auf „V 10 Tour“ durch die Bundesrepublik. Das Abschlusskonzert der Tour fand am 31. Mai in der Parkbühne Berlin-Biesdorf statt.
Nach einer erneuten, kreativen Pause trafen sich Peter Schmidt, Ronny Dehn, Jäcki Reznicek und beschlossen, zusammen mit Adrian Dehn, Ronnys Sohn, wieder eine Tour zu spielen. Dazu wurde 2014 wurde die EP Der Tag aufgenommen, erstmals auch mit deutschsprachigen Titeln. Diese Tour war sehr erfolgreich und war der Beginn einer kontinuierlichen Tourtätigkeit, welche nun 2019 mit dem Album „Make It Better“ und der folgenden Tour im Jahr 2020 fortgeführt werden wird.

## Stil
EBE spielt Blues, Rock und Soul.

## Diskografie

### Langspielplatte
- 1991: EBE (EBE)

### CDs
- 1994: Good Understanding (EBE & Carey Bell)
- 1999: East Blues Experience (Mara Records)
- 2003: Red Balloon (Mara Records)
- 2007: V 10 (Mara Records)
- 2014: Der Tag (ZuG Records), EP
- 2019: Make It Better (Eigenvertrieb)